# Population Override
Population Override è il dodicesimo album in studio del chitarrista statunitense Buckethead, pubblicato il 30 aprile 2004 dalla Ion Records.

## Descrizione
Pubblicato un mese prima del successivo The Cuckoo Clocks of Hell, il disco rappresenta la prima vera collaborazione con il tastierista Travis Dickerson e fu concepito come un tributo ai "grandi dischi su vinile degli anni sessanta e settanta, con elementi progressive, brani generalmente lunghi, e numerose sezioni strutturate come jam session. Al riguardo, Dickerson commentò:
 Questo album diede l'avvio a una serie di altri basati sullo stesso schema, come Gorgone, Chicken Noodles o Left Hanging.
La copertina mostra diversi edifici di Toronto, incluso il Royal York Hotel e la Canada Trust Tower, immersi in una foresta.
Nel 2015 l'album è stato ripubblicato nel formato doppio LP in tiratura limitata a mille copie e con l'aggiunta di sei bonus track, di cui tre originariamente pubblicate in Funnel Weaver (2002).

## Tracce
Musiche di Buckethead e Travis Dickerson.
1. Unrestrained Growth – 7:47
2. Too Many Humans – 8:28
3. Population Override – 8:37
4. Humans Vanish – 0:33
5. Cruel Reality of Nature – 3:49
6. A Day Will Come – 8:34
7. Earth Heals Herself – 6:38
8. Clones – 4:33
9. Super Human – 4:49
10. ... – 1:34

Tracce bonus nell'edizione LP
1. Covert – 1:11
2. Cobra Strike – Inferno – 6:18
3. Cobra Strike – Braingate – 2:59
4. Cobra Strike – CS-118 – 1:55
5. Blue Crystal – 1:22
6. Aluminum Clouds – 1:26

## Formazione
Musicisti
- Buckethead – chitarra, basso
- Travis Dickerson – tastiera
- Pinchface – batteria

Produzione
- Travis Dickerson – produzione, registrazione, missaggio, mastering
- Norman Isaacs – produzione esecutiva